# Liste von Persönlichkeiten der Stadt Halifax (Nova Scotia)
Diese Liste zählt Personen auf, die in der kanadischen Stadt Halifax geboren wurden sowie solche, die in Halifax gewirkt haben, dabei jedoch andernorts geboren wurden. Die Liste erhebt keinen Anspruch auf Vollständigkeit.

## Söhne und Töchter der Stadt

### 1781–1900
- Samuel Cunard (1787–1865), Reeder

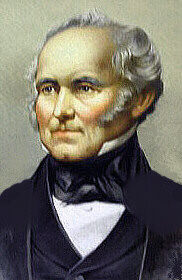
Samuel Cunard
(1787–1865)

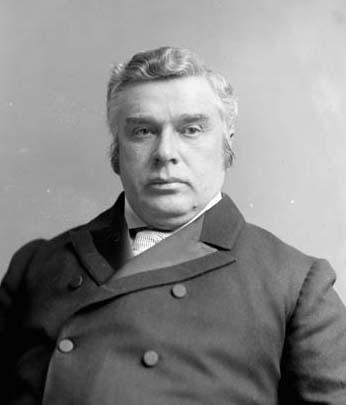
John Thompson
(1845–1894)

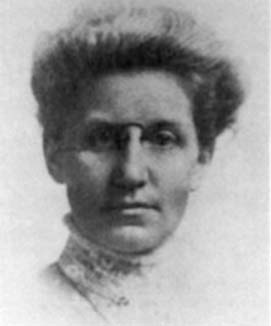
Agnes Sime Baxter
(1870–1917)

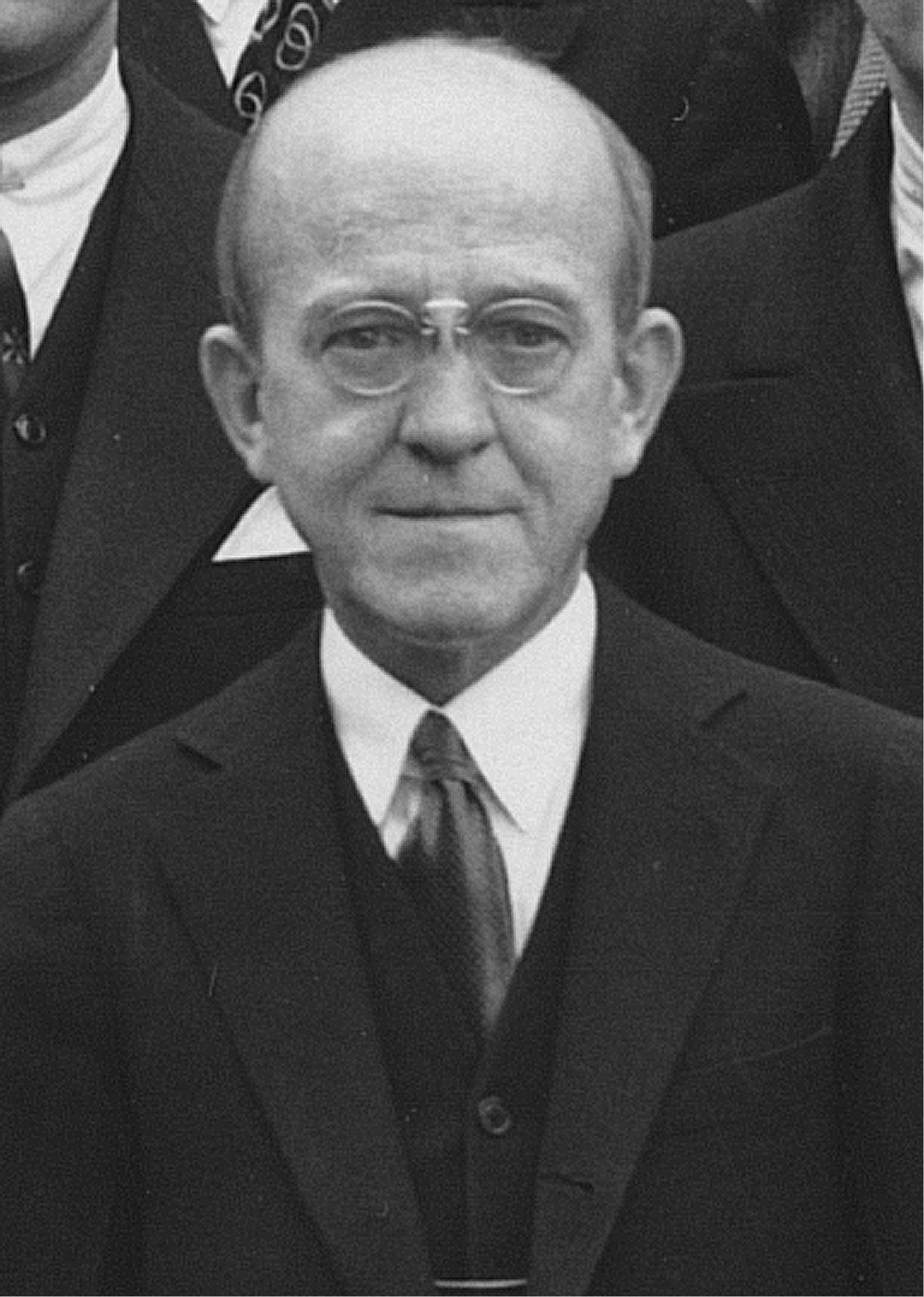
Oswald Avery
(1877–1955)

- Edward Belcher (1799–1877), britischer Seefahrer und Polarforscher
- Joseph Howe (1804–1873), Politiker
- William Alexander Henry (1816–1888), Politiker
- John Thompson (1845–1894), Politiker und Premierminister Kanadas
- Edward Joseph McCarthy (1850–1931), römisch-katholischer Erzbischof von Halifax
- William Johnston Tupper (1862–1947), Politiker
- Philip Primrose (1864–1937), Politiker
- Willam Grant Stairs (1867–1892), Afrikaforscher und Soldat
- Agnes Sime Baxter (1870–1917), Mathematikerin
- Nat Butler (1870–1943), US-amerikanischer Radsportler
- George Dixon (1870–1908), Bantam- und Federgewichtsboxer und erster Schwarzer, der einen WM-Gürtel gewann
- Vincent Coleman (1872–1917), Fahrdienstleiter („train dispatcher“) der staatlichen kanadischen Eisenbahngesellschaft Canadian Government Railways
- Ernest Lawson (1873–1939), kanadisch-amerikanischer Maler
- Oswald Avery (1877–1955), Mediziner
- Tom Butler (1878–?), US-amerikanischer Bahnradsportler
- Arthur Edward Romilly Boak (1888–1962), Althistoriker
- John Erskine Read (1888–1973), Jurist
- Hal Foster (1892–1982), Comicautor
- David Manners (1900–1998), Schauspieler

### 1901–1950

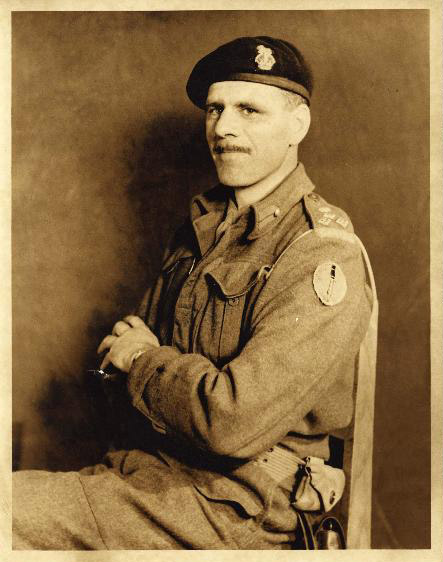
Harry Wickwire Foster
(1902–1964)

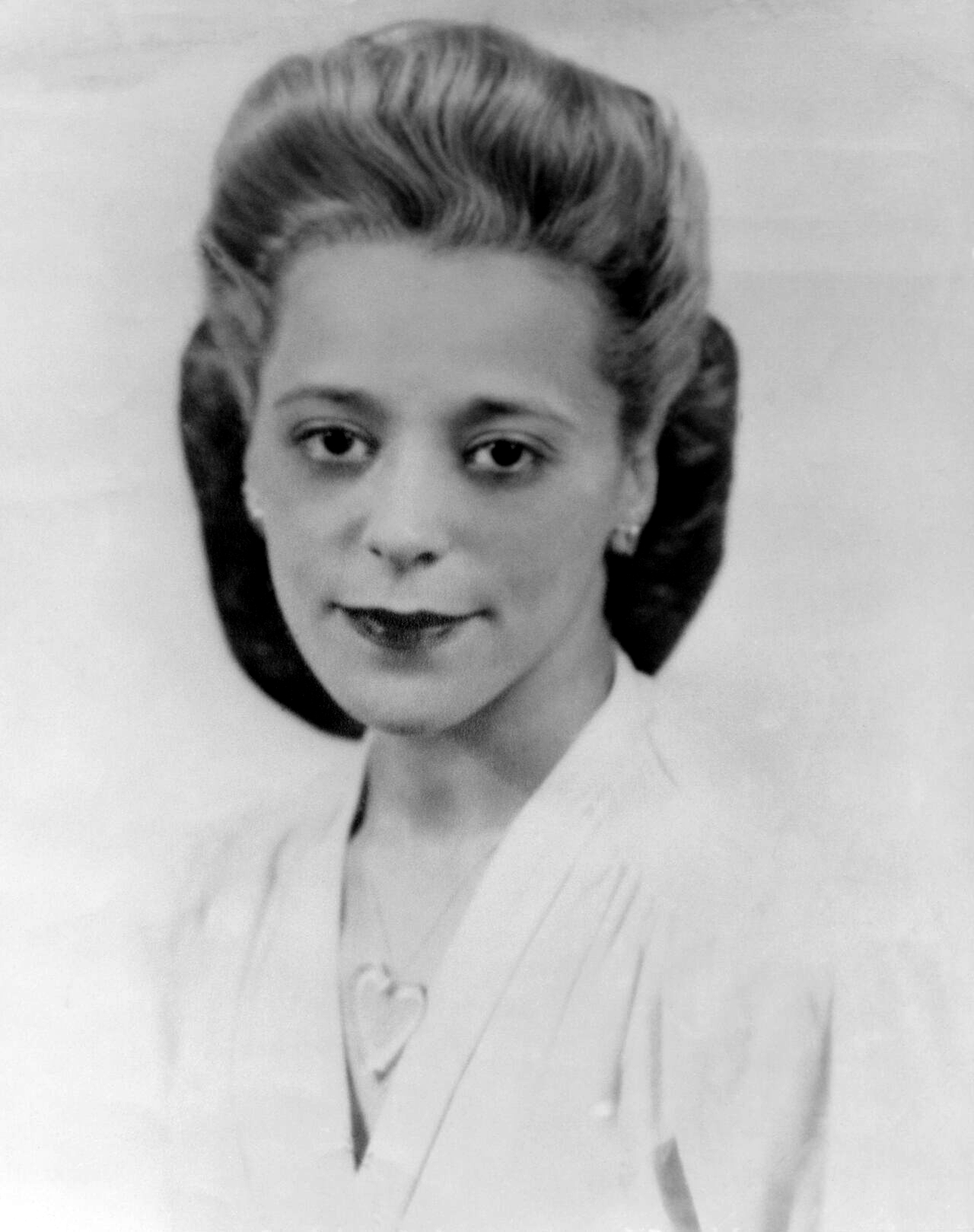
Viola Desmond
(1914–1965)

- Charles Brenton Huggins (1901–1997), Chirurg und Nobelpreisträger
- Harry Wickwire Foster (1902–1964), General[1]
- Edith Standen (1905–1998), US-amerikanische Kunsthistorikerin
- Charles Hermann (1906–1966), Leichtathlet und Canadian-Football-Spieler
- Ruby Keeler (1909–1993), Schauspielerin
- Viola Desmond (1914–1965), Aktivistin, Bürgerrechtlerin und Vorkämpferin gegen Rassentrennung
- Henry Beckman (1921–2008), Schauspieler
- James Martin Hayes (1924–2016), römisch-katholischer Erzbischof von Halifax
- Budge Wilson (1927–2021), Schriftstellerin
- James Milligan (1928–1961), Sänger
- Bucky Adams (1937–2012), Jazzmusiker
- Denny Doherty (1940–2007), Popsänger
- Robert Boucher (* 1943), Eisschnellläufer und Radsportler
- Joanna Shimkus (* 1943), Schauspielerin
- Alexa McDonough (1944–2022), Politikerin
- Ifan Williams (* 1945), Cellist und Musikpädagoge
- Peter Aucoin (1947–2011), Politikwissenschaftler
- Ian Millar (* 1947), Springreiter
- Paul Ledoux (* 1949), Schriftsteller
- Gérard Pettipas (* 1950), Erzbischof

### 1951–1960

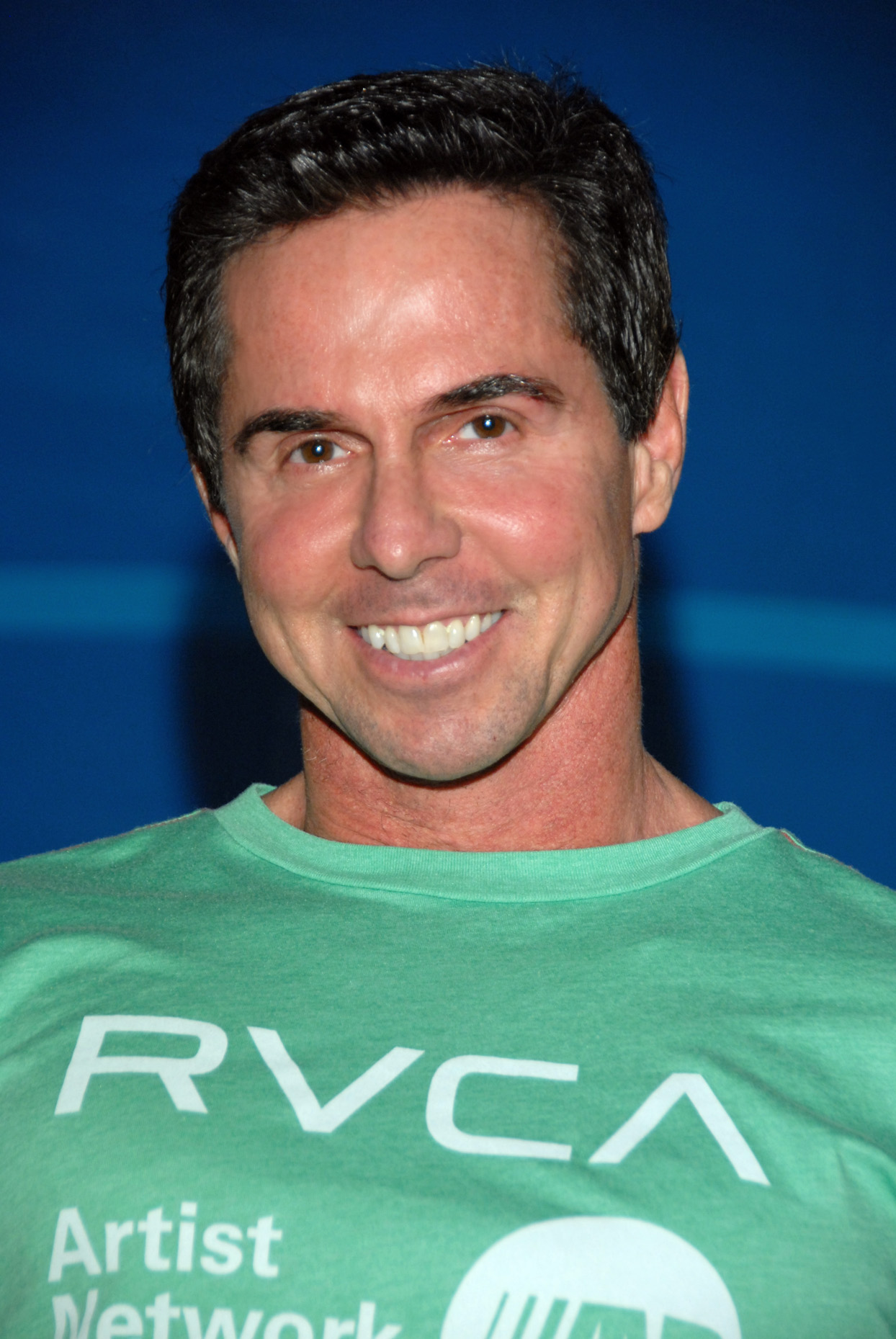
Peter North
(* 1957)

- Susan Holloway (* 1955), Kanutin und Skilangläuferin
- Eddie Murray (* 1956), American-Football-Spieler
- Darrell Dexter (* 1957), Politiker
- Tanya Huff (* 1957), Fantasy-Autorin
- Robert Mills (* 1957), Ruderer
- Peter North (* 1957), Schauspieler und Pornodarsteller
- Dale Kavanagh (* 1958), Gitarristin
- Don Brien (* 1959), Kanute[2]
- Marilyn Brain (* 1959), Ruderin
- Colleen Jones (* 1959), Curlerin[3]
- Richard William Smith (* 1959), römisch-katholischer Erzbischof von Vancouver

### 1961–1970
- Nancy Garapick (* 1961), Schwimmerin[4]
- Kim Kelly (* 1962), Curlerin[5]

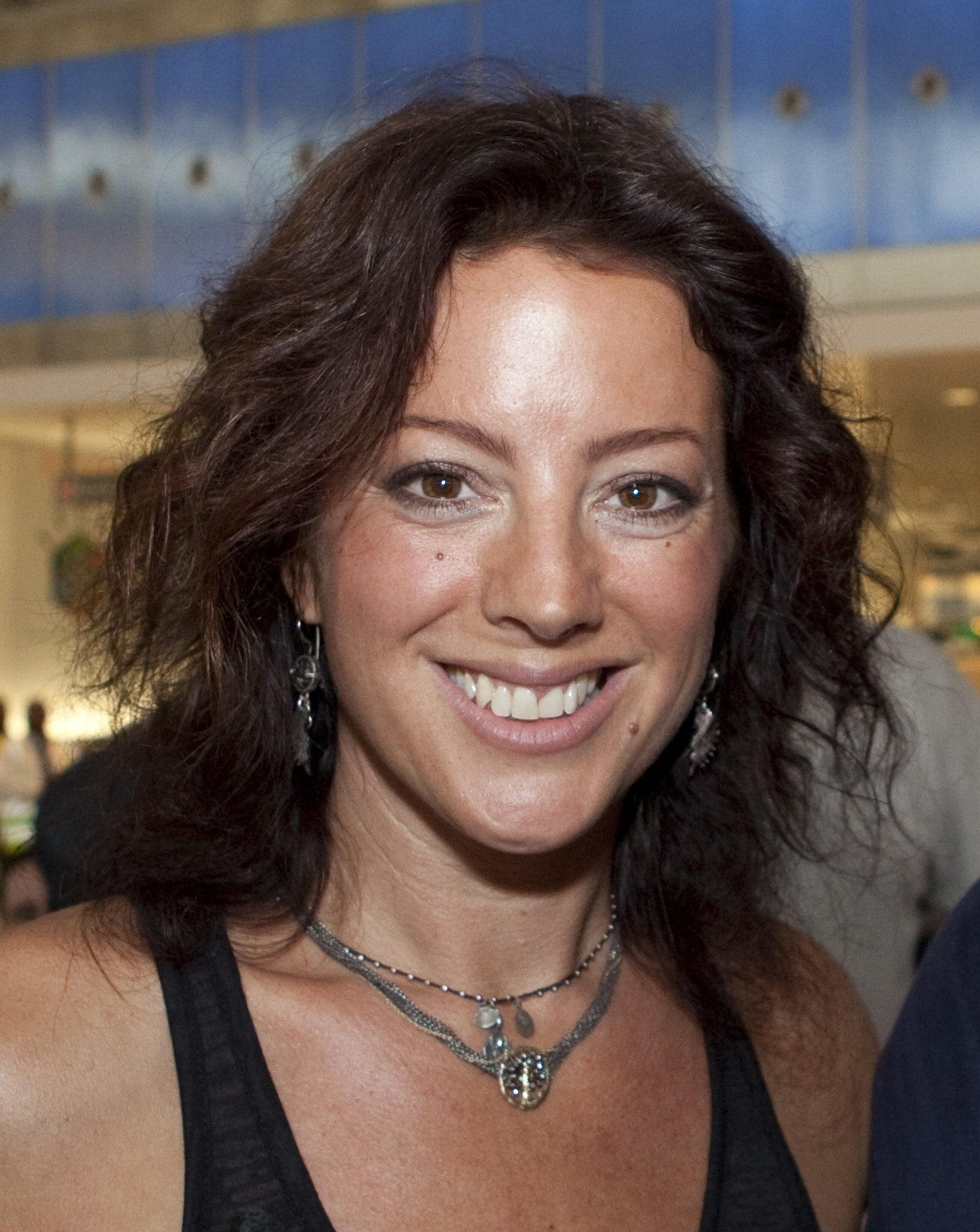
Sarah McLachlan
(* 1968)

- Kevin Power (* vor 1963), Sänger und Schauspieler
- Holly Cole (* 1963), Jazzsängerin
- Wendell Young (* 1963), Eishockeytorwart, -trainer und -funktionär
- Leslie Hope (* 1965), Schauspielerin
- Kennedy Stewart (* 1966), Politiker und Professor
- Melanie Doane (* 1967), Singer-Songwriterin
- Sarah McLachlan (* 1968), Musikerin
- Chuck Campbell (* 1969), Schauspieler
- Cam Russell (* 1969), Eishockeyspieler, -trainer und -funktionär

### 1971–1980

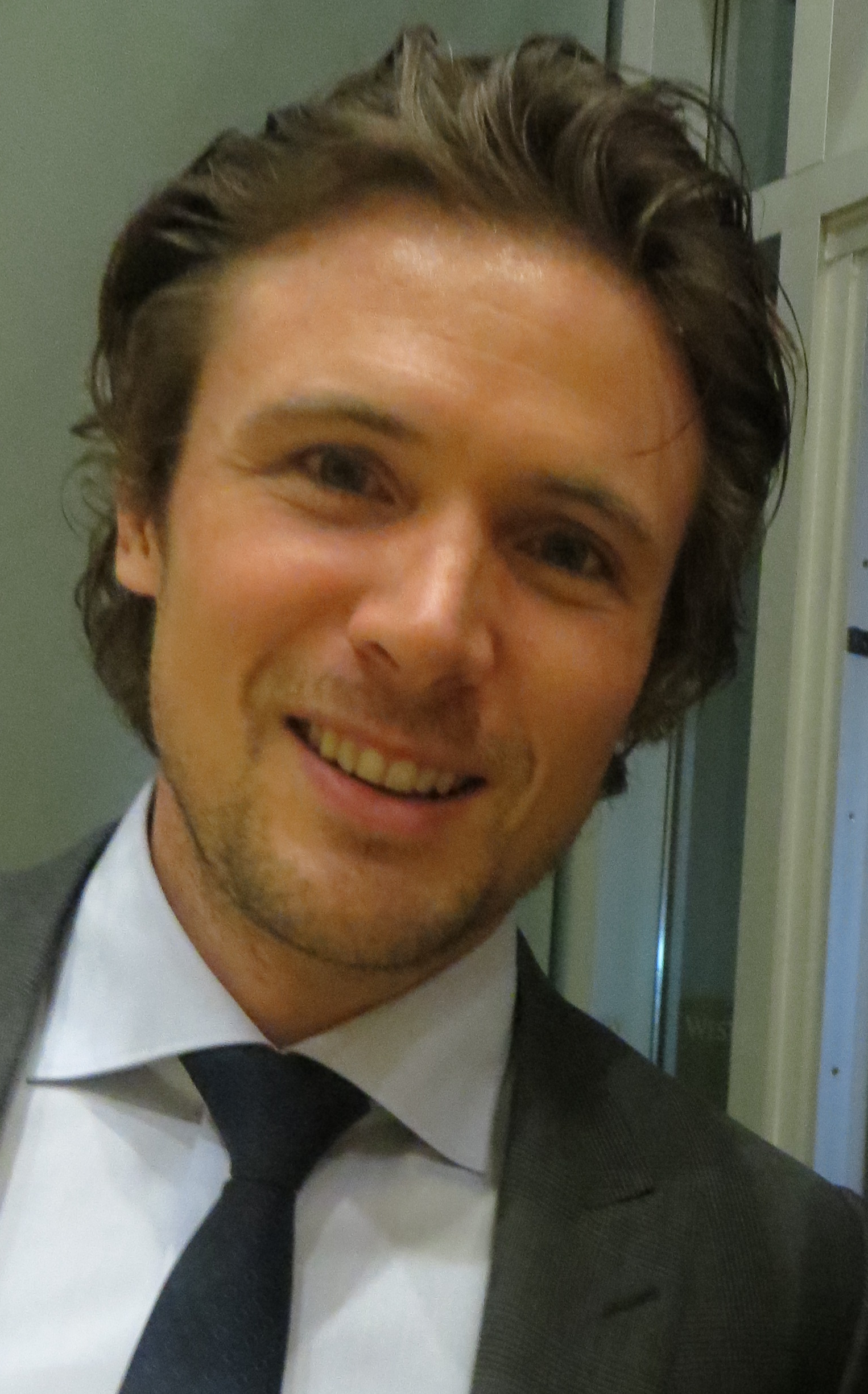
John Reardon
(* 1975)

- Jeff MacLeod (* 1971), Eishockeyspieler und -trainer
- Glen Murray (* 1972), Eishockeyspieler und -funktionär
- Erika Raum (* 1972), Geigerin, Musikpädagogin und Komponistin
- Ty Olsson (* 1974), Schauspieler[6]
- David Ling (* 1975), Eishockeyspieler
- John Reardon (* 1975), Footballspieler und Schauspieler
- Eric Boulton (* 1976), Eishockeyspieler
- Karen Furneaux (* 1976), Kanutin[7]
- Michael Scarola (* 1976), Kanute[8]
- Laura Regan (* 1977), Schauspielerin
- Cindy Sampson (* 1978), Schauspielerin[9]
- Craig Olejnik (* 1979), Schauspieler
- Denise Djokic (* 1980), Cellistin

### 1981–2000

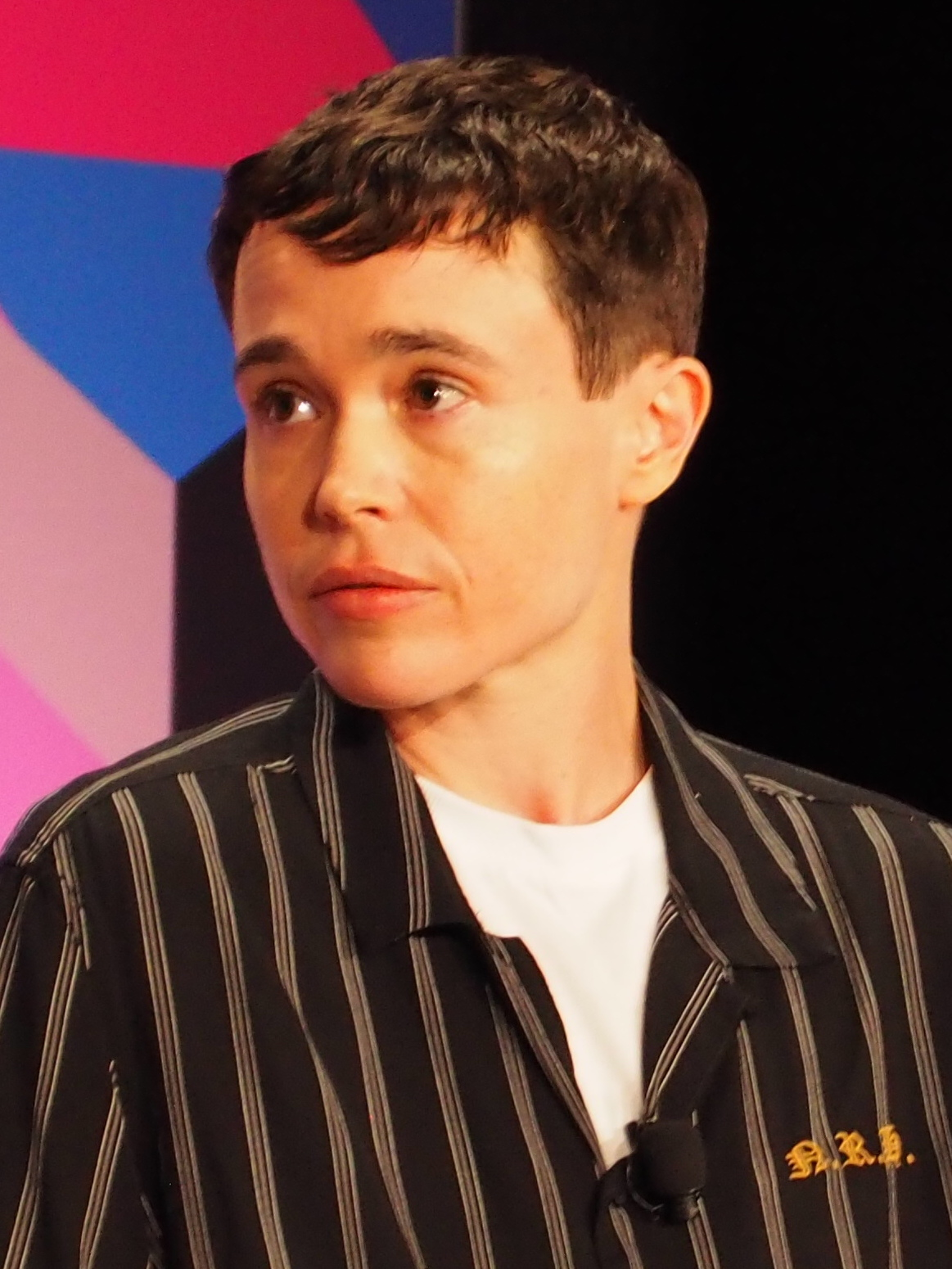
Elliot Page
(* 1987)

- Erik Demaine (* 1981), Mathematiker, Informatiker und Künstler
- Cory Urquhart (* 1984), Eishockeyspieler
- Sarah Conrad (* 1985), Snowboarderin
- Stephen Dixon (* 1985), Eishockeyspieler
- Andrew Gordon (* 1985), Eishockeyspieler
- Jennifer Baxter (* 1987), Curlerin[10]
- Alex Livingston (* 1987), Pokerspieler
- Elliot Page (* 1987), Schauspieler
- Brad Marchand (* 1988), Eishockeyspieler
- Alexander Killorn (* 1989), Eishockeyspieler
- Molly Dunsworth (* 1990), Schauspielerin[11]
- Aman Hambleton (* 1992), Schachspieler[12]
- Jill Saulnier (* 1992), Eishockeyspielerin
- Liam O’Brien (* 1994), Eishockeyspieler
- Eli Goree (* 1994), Schauspieler
- Ellie Black (* 1995), Kunstturnerin
- Nathan MacKinnon (* 1995), Eishockeyspieler
- Matthew Highmore (* 1996), Eishockeyspieler
- Gregor MacLeod (* 1998), Eishockeyspieler

### Ab 2001
- Justin Barron (* 2001), Eishockeyspieler
- Sloan MacKenzie (* 2002), Kanutin

## Persönlichkeiten mit Bezug zur Stadt
- John Halliburton (1740–1808), Arzt
- Abraham Gesner (1797–1864), Arzt, Physiker und Geologe
- Elisabeth Mann Borgese (1918–2002), Seerechtsexpertin und Ökologin
- Gerald Ferguson (1937–2009), Maler und Konzeptkünstler
- Paul Halley (* 1952), Organist, Kantor und Komponist
- Frederick James Hiltz (* 1954), Primas der anglikanischen Kirche
- Robert McCall (1958–1991), Eiskunstläufer
- Thom Fitzgerald (* 1968), Filmregisseur
- Kirk Johnson (* 1972), Boxer
- Forbes March (* 1973), Schauspieler
- Scott Storch (* 1973), US-amerikanischer Musiker
- Ante Jazić (* 1976), Fußballspieler
- Sidney Crosby (* 1987), Eishockeyspieler
- James Sheppard (* 1988), Eishockeyspieler